# Pete Michels
Pete Michels (* 15. prosince 1964 Little Ferry, New Jersey) je americký režisér, který je vedoucím režisérem seriálu Future-Worm! na Disney XD. Předtím byl režisérem 1. a 2. řady seriálu Rick a Morty, režisérem animace a režisérem seriálu Griffinovi a režisérem krátkého televizního pořadu Kid Notorious. Na seriálu Simpsonovi začal pracovat v roce 1990 jako výtvarník pozadí a nakonec se stal režisérem. Jako režisér se podílel také na seriálech Lumpíci, Rocko's Modern Life a Bless the Harts.
Michels vyrostl v Little Ferry ve státě New Jersey, navštěvoval střední školu Ridgefield Park High School a maturoval v ročníku 1983. Vystudoval Jersey City State College, kde v něm kurz animace vzbudil další zájem a přivedl ho k postgraduálnímu studiu na Kalifornské univerzitě v Los Angeles, jež ho přivedlo ke kariéře animátora.

## Režijní filmografie

### DílySimpsonových
8. řada
- Bratr z jiného seriálu

9. řada
- Pistolníkova rodina
- Ponorkobus
- Ztracená Líza

10. řada
- Dojezdy pro hvězdy
- Homer – Maxi Obr
- Asociace Mensy zachraňuje Lízu

11. řada
- Speciální čarodějnický díl

13. řada
- S Homerem přijde zákon

14. řada
- Namakaná máma
- Zabrzděte moji ženu

### DílyGriffinových
3. řada
- Polibek, který obletěl svět
- Mizerný čokl
- Nad dopisy diváků

4. řada
- Škola základ života

5. řada
- Ženský svět podle Petera
- Kam s ním?

6. řada
- Padre de Familia
- Někdejší život Briana

7. řada
- Lois na Foxu

8. řada
- Brianova nová bäba
- Peter byznysmenem
- Otec nebo matka

9. řada
- Hledá se ledvina
- Kozí chřipka

10. řada
- Scotty nesmí zemřít
- Peter a čajové hnutí

11. řada
- Hvězdný kadet
- 12 a půl rozhněvaného muže

12. řada
- Quagmire je Quagmire

Filmy
- Stewie Griffin: The Untold Story

### DílyBless the Harts
1. řada
- Hug N' Bugs
- Pig Trouble in Little Greenpoint
- Miracle on Culpepper Slims Boulevard

2. řada
- My Best Frenda